# Qué puedo pedir
«Qué puedo pedir» es el sexto sencillo del álbum Dile al sol del grupo español La Oreja de Van Gogh. Los cantantes Mikel Erentxun y Txetxo Bengoetxea de 21 Japonesas colaboran en los coros.

## Acerca de la canción
Una pareja que está rompiendo, ya no existe amor ni hay vínculo alguno que los una. Al parecer uno de ellos ya no muestra interés ni amor por la otra persona, o al menos si lo intenta, no es suficiente. A pesar de su buena recibida en directo solo fue tocada durante el primer tour del grupo.
La composición estuvo a cargo de Rafael Berrio (la mayor parte), que fue quien dio la idea original, siendo la única canción de La Oreja de Van Gogh no compuesta en su totalidad por ellos. La primera edición del disco decía en los créditos que estaba compuesta por el grupo. Rafael Berrio reaccionó al recordar que Iñigo Argomaniz le había pedido canciones para un grupo nuevo, ellos eran esos chicos. Rafael pidió la coautoría, lo que los chicos aceptaron, ediciones siguientes del álbum dirían "Rafael Berrio y La Oreja de Van Gogh".
Tan sólo se editó en versión promocional y sólo incluía una canción, el disco fue repartido por todos lados, ya que el tiraje de este fue muy amplio. No tuvo videoclip, ya que el apretado calendario de la gira impedía que el grupo pudiera hacer un videoclip para la canción.
- Datos: Q6095536